# 1104 Сирінґа
1104 Сирі́нґа (1104 Syringa) — астероїд головного поясу, відкритий 9 грудня 1928 року. Названо на честь роду рослин Бузок.
Тіссеранів параметр щодо Юпітера — 3,305.
Фізичні характеристики
У класифікації SMASS, Syringa є Xk-підтипом, який переходить між X- і темним і незвичайними астероїдами K-типу. Він також був охарактеризований як Х-тип за допомогою фотометричного дослідження Pan-STARRS [11] та як первісний астероїд типу P за допомогою широкоекранного інфрачервоного оглядача (WISE) 